# میرخواند سفلی
میرخواند سفلی، روستایی از توابع بخش طارم سفلی شهرستان قزوین در استان قزوین ایران است.

## جمعیت
این روستا در دهستان خندان قرار دارد و براساس سرشماری مرکز آمار ایران در سال ۱۳۸۵، جمعیت آن ۲۱۸ نفر (۵۴خانوار) بوده است.

## مردم
از مردم این روستا می‌توان به میرخوندچگینی، سرگران، چاپرچای و چام چام اشاره کرد که به زبان لری صحبت می‌کنند.